# Eupackardia
Eupackardia is een geslacht van vlinders uit de familie nachtpauwogen (Saturniidae).
De typesoort van het geslacht is Saturnia calleta Westwood, 1853

## Soorten
- Eupackardia calleta (Westwood, 1853)

## Gesynonymiseerd
- Eupackardia caeca Draudt, 1929 = Eupackardia calleta (Westwood, 1853)
- Eupackardia digueti Bouvier, 1936 = Eupackardia calleta
- Eupackardia polyommata (Tepper, 1882) = Eupackardia calleta
- Eupackardia semicaeca Cockerell, 1914 = Eupackardia calleta